# 周凱盈
周凱盈（英語：Monique Chau Hoi Ying，1992年5月17日—），前香港少女模特兒。

## 簡歷
周凱盈2004年畢業於柴灣天主教海星小學，中學曾於北角協同中學就讀中一至中四，其後於中四留級並轉讀玫瑰崗學校（中學部），後於中五再轉讀瑪利亞書院（北角分校）；在玫瑰崗唸書時跟另一位模特兒胡心諾（Rainbow）為同班同學。她於2008年透過好友胡心諾介紹入行擔任兼職攝影會模特兒，同年底參加亞洲遊戲展小姐選舉，之後正式投入少女模特界，不過她的星途始終未見有起色。

### 涉毒事件
2009年9月8日，周凱盈於北角瑪利亞書院內被學校職員揭發藏有K仔粉末。她應訊時認罪，但署理主任裁判官指出，根據驗毒報告尿液仍有氯氨酮成分，要再取另一份化驗報告，又勸告若情況未改善，可能判她入戒毒所。
2010年1月5日，周凱盈被東區裁判法院判接受感化12個月。
2010年11月12日，周凱盈在感化期間又被驗出再次吸食毒品，因而違反感化令在東區法院被判再延長感化期12個月，共感化24個月，且要入住宿舍戒毒1年。

## 演出作品

### 電視節目
- 2009年：無綫電視翡翠台《美女廚房》

### 網劇
- 2009年：《夏之盛放》

### 電影
- 2009年：《撲克王》 飾演 美少女

## 書籍

### 寫真集
- 2009年：《夏之盛放》

## 外部連結
- 周凱盈在互联网电影资料库（IMDb）上的資料（英文）
- 周凱盈在香港影庫上的簡介
- 周凱盈 Facebook